# Nkosi Johnson
Nkosi Johnson (sinh Xolani Nkosi; 4 tháng 2, 1989 – 1 tháng 6, 2001) là một đứa trẻ Nam Phi bị nhiễm HIV/AIDS, người đã tác động mạnh mẽ đến nhận thức của công chúng về đại dịch và ảnh hưởng của nó trước khi qua đời ở tuổi 12. Cậu được xếp hạng thứ năm trong danh sách những Người Nam Phi vĩ đại của SABC3. Tại thời điểm qua đời, cậu là đứa trẻ sống sót lâu nhất bị nhiễm HIV.

## Cuộc đời
Nkosi được sinh ra bởi mẹ Nonthlanthla Daphne Nkosi tại một ngôi làng gần Dannhauser vào năm 1989. Cậu không bao giờ biết cha mình. Nkosi dương tính với HIV từ khi sinh ra và được Gail Johnson, một người hành nghề quan hệ công chúng tại Johannesburg nhận nuôi, khi mẹ của cậu bị suy nhược vì căn bệnh này, không còn khả năng chăm sóc cậu bé.
Cậu bé nhỏ tuổi Nkosi Johnson lần đầu tiên được công chúng chú ý vào năm 1997, khi một trường tiểu học ở ngoại ô thành phố Melville ở thành phố Johannesburg từ chối nhận cậu làm học sinh vì tình trạng dương tính với HIV. Vụ việc đã gây ra sự phẫn nộ ở cấp chính trị cao nhất—hiến pháp của Nam Phi cấm phân biệt đối xử với lý do tình trạng y tế—và trường học sau đó đã đảo ngược quyết định của mình.
Mẹ ruột của Nkosi đã chết vì HIV/AIDS vào cùng năm cậu bắt đầu đi học. Tình trạng của cậu bé dần dần xấu đi trong những năm tiếp theo, mặc dù, với sự giúp đỡ của thuốc men và điều trị, cậu đã có thể có một cuộc sống khá năng động ở trường và ở nhà.

Nkosi là diễn giả chính tại Hội nghị về AIDS Quốc tế lần thứ 13, nơi cậu khuyến khích những người nhiễm HIV/AIDS cởi mở về căn bệnh này và tìm kiếm đối xử bình đẳng. Nkosi kết thúc bài phát biểu của mình bằng câu nói: 
 "Hãy chăm sóc cho chúng tôi và chấp nhận chúng tôi — chúng ta đều là con người. Chúng tôi bình thường. Chúng tôi có bàn tay. Chúng tôi có bàn chân. Chúng tôi có thể đi bộ, chúng tôi có thể nói chuyện, chúng tôi có nhu cầu giống như mọi người khác — đừng sợ chúng tôi  — chúng ta đều giống nhau!" 
Nelson Mandela gọi Nkosi là một "biểu tượng của cuộc đấu tranh vì sự sống".
Cùng với người mẹ nuôi của mình, Nkosi đã thành lập một nhà cư trú cho những người mẹ nhiễm HIV và những đứa con của họ, Nkosi's Haven, ở Johannesburg. Vào tháng 11 năm 2005, Gail đại diện cho Nkosi khi cậu được truy tặng Giải thưởng Hòa bình cho Trẻ em Quốc tế được trao bởi Mikhail Gorbachev. Nkosi's Haven đã nhận được giải thưởng 100.000 đô la Mỹ từ Quỹ KidsRights.
Nkosi được an táng tại Nghĩa trang Westpark ở Johannesburg.

## Di sản
- Cuộc đời của Nkosi là chủ đề của cuốn sách Chúng ta giống nhau (We Are All the Same) của Jim Wooten.[7]
- Nhà thơ M. K. Asante dành tặng cuốn sách năm 2005 của ông Đẹp, và cũng xấu nữa (Beautiful. And Ugly Too) cho Nkosi. Cuốn sách cũng có một bài thơ có tựa đề "Linh hồn của Nkosi Johnson" ("The Spirit of Nkosi Johnson").[8]
- Một bài hát có tựa đề "Do All You Can" có phụ đề "Bài hát của Nkosi" đã được ghi lại bởi nhóm nhạc tâm linh Devotion.
- Phát biểu của Nkosi là nguồn cảm hứng của bài hát "Chúng ta giống nhau" ("We Are All the Same") được viết bởi NALEDi vào tháng 6 năm 2001. Bài hát này đã được thu âm và phát hành trong album 2003 In The Rain của cô.
- Trụ sở chính của CAFCASS tại Bộ Giáo dục và Kỹ năng (Tòa nhà Sanctuary), London có một phòng họp được đặt theo tên của Johnson.
- Đại học Stellenbosch có một nơi cư trú được đặt theo tên cậu tại Cơ sở y tế của họ ở Tygerberg.